# Saint-Aquilin
Saint-Aquilin là một xã của Pháp, nằm ở tỉnh Dordogne trong vùng Nouvelle-Aquitaine của Pháp.

## Hành chính
| Danh sách các xã trưởng                |                  |                  |                  |                     |
| Giai đoạn                              | Giai đoạn        | Tên              | Đảng             | Tư cách             |
| 1989                                   | tháng 3 năm 2008 | Pascal Deguilhem | PS               | Tổng ủy viên Député |
| tháng 3 năm 2008                       | đương nhiệm      | Josiane Durieux  | không chính thức | nhân viên văn phòng |
| Tất cả các dữ liệu trước đây không rõ. |                  |                  |                  |                     |

## Thông tin nhân khẩu
| Năm | 1962 | 1968 | 1975 | 1982 | 1990 | 1999 |
| --- | ---- | ---- | ---- | ---- | ---- | ---- |
| Dân số | 515  | 440  | 381  | 388  | 387  | 450  |
| From the year 1962 on: No double counting—residents of multiple communes (e.g. students and military personnel) are counted only once. |      |      |      |      |      |      |